# Billy Celeski
Billy Celeski (Ohrid, República Socialista de Macedònia, 14 de juliol de 1985) és un exfutbolista que disputà un partit el 2009 on marcà un gol amb la selecció d'Austràlia. Jugava en la posició de centrecampista.